# Ebba Asp-Andersson
Ebba Gertrud Kristina Asp-Andersson, född 27 september 1892 i Sölvesborgs stadsförsamling, Blekinge län, död 26 februari 1983 i Sölvesborg, var en svensk folkskollärare och sömmerska.
Hon var politiskt engagerad i Folkpartiet under stora delar av sitt liv, och var engagerad i fredsfrågor, frihetsfrågor, för jämställdhet och i nykterhetsrörelsen. 1979 publicerades hennes självbiografiska verk Träpärlor.

## Biografi
Asp-Andersson var dotter till snickaren och industriarbetaren Per Johan Asp och hans hustru Sofia. 1931 gifte hon sig med fjärdingsmannen E O Andersson.
Eva Helen Ulvros skriver om Asp-Andersson i sitt verk Kvinnors röster, och skildrar där hur Asp-Andersson ville bli mer än sömmerska, och drömde om att bli en folkskollärare. Genom studier vid Brunnsviks folkhögskola och vidareutbildning på lärarinneseminariet i Kalmar kunde hon realisera sin dröm. Hon studerade även vid Kvinnliga medborgarskolan vid Fogelstad. Efter att ha tagit sin lärarinneexamen arbetade hon i Stora Sundby och Öja i 25 år, innan hon flyttade till Köping, där hon var lärare från 1947 fram till och med sin pensionering.
Ulvros beskriver också hur Asp-Andersson förlorade sin son i en flygolycka, samt hur hon lurades in på ett ålderdomshem, anmälde den som lurade henne, fick rätt av Justitieombudsmannen och flyttade in i en egen etta med kokvrå.

## Politiskt engagemang
Asp-Andersson var under stora delar av sitt liv politiskt engagerad, i huvudsak för Folkpartiet. Hon var aktiv debattör i Vestmanlands Läns Tidning, och skrev mycket om frihetsfrågor och maktmissbruk. Hon var även engagerad i jämställdhetsfrågor, i likhet med sin moder som under 1910-talet var med och grundade Föreningen för kvinnans politiska rösträtt i Västerås. 1976 skrev hon en insändare om löneskillnader mellan män och kvinnor, där hon uppmanade kvinnor till engagemang i frågan:
”Medsystrar! Ännu återstår mycket att göra. Räta på nacken!”
Utöver sitt politiska engagemang var hon engagerad i IOGT-NTO, Vita bandet och Internationella kvinnoförbundet för fred och frihet.
1979 skrev hon det självbiografiska verket Träpärlor, utgivet på Lindfors förlag i Köping.